# Santa María (Salta)
Santa María es una pequeña localidad argentina de la provincia de Salta, dentro del departamento Rivadavia.

## Ubicación
Se encuentra sobre el Río Pilcomayo en la frontera con Bolivia.
Se accede a través de un camino provincial que la une con la localidad de Santa Victoria Este.

## Población
Contaba con 994 habitantes (Indec, 2001), incluyendo la población de Misión Padre Coll.
En el censo anterior de 1991 el área figuraba como población rural dispersa.

## Sismicidad
La sismicidad del área de Salta es frecuente y de intensidad baja, y un silencio sísmico de terremotos medios a graves cada 40 años